# Obila ruptiferata
Obila ruptiferata är en fjärilsart som beskrevs av Walker 1862. Obila ruptiferata ingår i släktet Obila och familjen mätare. Inga underarter finns listade i Catalogue of Life.